# Aron Jerndahl
Aron Jerndahl (1. januar 1858 i Möklinta, Vestmanland — 9. marts 1936) var en svensk billedhugger.
Han fik en væsentlig del af sin uddannelse i København, 1886 på Kunstakademiet, 1888—90 hos Krøyer. Til Jerndahls mest kendte arbejder hører »Overførelsen af Skt Erik’s Skrin« (Relief, 1891, Upsala Domkirke), »Vort daglige Brød« (1902) og »Det lider mod Skumring« (1902), Halvfiguren »En gl Bonde, der standser sit Jordarbejde«, et Eksemplar i Bronze i Østre Anlæg i Kbhvn, i Sandsten i Engelbrecht’s Folkskola, Sthlm. J. har vist sig som en eksperimenterende Kunstner, arbejdede ofte med polykromisk Kunst og har især indlagt sig Fortjeneste af sine friske og paa Kornet tagne skaanske Folketyper, saaledes i en Mængde Statuetter. I Göteborgs Museet en Bondepigebuste (1901). Han har ogsaa udført en Del kunstindustrielle Sager i Tin og Bronze.